# 凱拉·米勒
凯拉·金·米勒（英語：Kayla Jean Mueller；1988年8月14日—2015年2月6日?），美國女性人權活动家和人道援助者。

## 生平
1988年，米勒出生在亚利桑那州的普雷斯科特。2007年，进入北亚利桑那大学学习。她投身于人道援助、人权、青年导师以及环境保护等运动。
曾去过印度救援西藏难民，后来来到中东，参与巴勒斯坦的人道主义工作，并帮助逃亡到以色列的非洲难民。
叙利亚冲突爆发后，她前往土耳其南部地区帮助叙利亚难民。2013年8月，她与朋友驱车前往叙利亚的阿勒颇，在当地无国界医生的医院中工作了一天，在回土耳其的途中遭到“伊斯兰国”武装分子的绑架。
2015年8月，有媒体报导称米勒被迫嫁给了“伊斯兰国”领袖阿布·贝克尔·巴格达迪，并遭到巴格达迪多次强奸。她也曾受到过酷刑虐待。“伊斯兰国”称，米勒在约旦军机对伊斯兰国的空袭中死亡，而约旦则否认米勒是被空袭身亡。美国确认米勒死亡的訊息，但未说明死因。